# Cécile Rol-Tanguy
Cécile Rol-Tanguy (10 de abril de 1919 - 8 de maio de 2020) foi uma comunista francesa que lutou pela Resistência durante a Segunda Guerra Mundial. Ela participou da libertação de Paris servindo como secretaria e oficial de ligação, conduzindo operações clandestinas e retransmitindo comunicações confidenciais.